# Pop FM
Pop FM (também chamada de A Rádio Pop ou Rádio Pop) é uma emissora de rádio brasileira sediada em Aparecida, cidade do estado de São Paulo. Opera no dial FM, na frequência 90.9 MHz, sendo controlada pela Rede Aparecida de Comunicação, que também administra a TV Aparecida e a Rádio Aparecida. Sua programação vai desde a música sertaneja ao gênero pop.

## História
A Fundação Nossa Senhora Aparecida, que já era proprietária da Rádio Aparecida no AM e em ondas tropicais, consegue uma outorga no dial FM através da portaria nº 120, de 27 de janeiro de 1975. Após dois anos de trabalhos, a FM foi inaugurada às 12 horas do dia 18 de setembro de 1977, com discurso do então diretor Pe. Orlando Gambi. A nova emissora tinha permissão para operar com 50 kW de potência e funcionava das 7 horas da manhã à meia-noite, passando a operar a partir das 6h na década de 1980. Somente em 1998, a rádio passou a operar 24 horas por dia. A emissora teve em sua primeira equipe os comunicadores Walter Luiz, Ivan Medeiros e Lourdinha Roma.
Nos primeiros anos, a operação da FM era composta por discos de vinil e fitas de rolo na execução das músicas, com a locução gravada em cartuchos de fita. No Natal de 1983 e no Ano Novo de 1984, a Rádio Aparecida foi uma das primeiras a transmitir programação digital através do CD, ao fazer dois especiais, um com MPB e outro com música erudita. Em novembro de 1988, a Rádio Aparecida foi a primeira emissora a transmitir oficialmente pelo sistema SCA, uma frequência paralela à do rádio FM, somente recebida por aparelhos especiais, ideal para a sonorização de ambientes e transmissão de dados.
No dia 18 de setembro de 2002 foram inaugurados uma nova antena e transmissor da FM, ampliando sua área de cobertura para o Vale do Paraíba, Sul de Minas e Sul do Rio de Janeiro.
Em 2010, a emissora deixa de usar o nome Rádio Aparecida e passa a se chamar 90.9 FM, promovendo diversas mudanças em sua área artística. A emissora passa a adotar uma programação com gênero pop com foco no público jovem. Em 2016, adota o nome Pop FM visando a migração da Rádio Aparecida do AM para o FM.

## Programas
Apesar de ser uma rádio ligada a uma instituição religiosa, a emissora sempre operou com programação de música secular. A rádio era reconhecida pelo espaço para a música nacional e seus especais que abordavam a vida e a obra de cantores e compositores de diversos gêneros musicais, tendo o slogan A Mais Brasileira do Vale. Com a mudança para Pop FM, boa parte da programação passou a incorporar os sucessos do pop internacional com foco no público jovem.
A partir da década de 1980, produções jornalísticas passaram a ser destaque na programação da FM, quando ocupa espaços da manhã em conjunto com a Rádio Aparecida no AM e em ondas curtas. Com as enchentes acontecidas em janeiro de 2000 que danificaram o transmissor da AM, a FM passou a transmitir o Jornal Regional em sua grade, obtendo grande sucesso que acabou por virar fixo até os dias atuais. Abaixo, programas que são transmitidos pela emissora:
- Bom dia POP Show
- Comitiva 90.9
- Direto da Redação
- Hora+
- Jornal Regional
- Jukebox
- Madrugada 90.9
- Mega Sunday
- Momento com Maria
- Oração da Manhã - com Pe Willian Betonio, diretor da emissora
- POP Plus
- POP Vibes
- Rodeio da Padroeira
- Rock Tracks
- Sequência POP Music
- Soft POP
- Sou de Fé
- Tá na pista
- Vale Quanto Toca
- WhatsPOP (dentro do Hora+)